# Étienne Tshisekedi
Étienne Tshisekedi wa Mulumba (ur. 14 grudnia 1932 w Luluabourg, zm. 1 lutego 2017 w Brukseli) – kongijski (zairski) polityk, premier Republiki Zairu w latach 1991, 1992–1993 i 1997.

## Życiorys
Od 1960 działał w Kongijskim Ruchu Narodowym (MNC, frakcja Alberta Kalonji). Początkowo popierał dyktatorskiego prezydenta Mobutu Sese Seko (pełnił funkcję ministra spraw wewnętrznych w latach 1965–1968 oraz sprawiedliwości w latach 1968–1969), ale w 1982 przeszedł do opozycji. Został przywódcą Unii na rzecz Demokracji i Postępu Społecznego (UDIS). W latach 1991, 1992–1993 i 1997 sprawował urząd premiera, za każdym razem odwoływał go jednak Mobutu. W 1998 wyemigrował. W 2011 wystartował w wyborach prezydenckich, po których nie uznał zwycięstwa Josepha Kabili. Po wyborach uwięziony w areszcie domowym. Jego synem jest prezydent Demokratycznej Republiki Konga Félix Tshisekedi. 